# Saison 4 de Mes parrains sont magiques
Chronologie
Saison 3 Saison 5
La quatrième saison de Mes parrains sont magiques, ou Tes désirs sont désordres au Québec, est initialement diffusée aux États-Unis le 7 novembre 2003 sur Nickelodeon avec l'épisode. Elle s'achève le 7 juillet 2006. La série est créée par Butch Hartman, et produite par Frederator Studios. La série Mes parrains sont magiques est également l'une des séries Nickelodeon les plus longues, après Les Razmoket et Bob l'éponge.

## Production

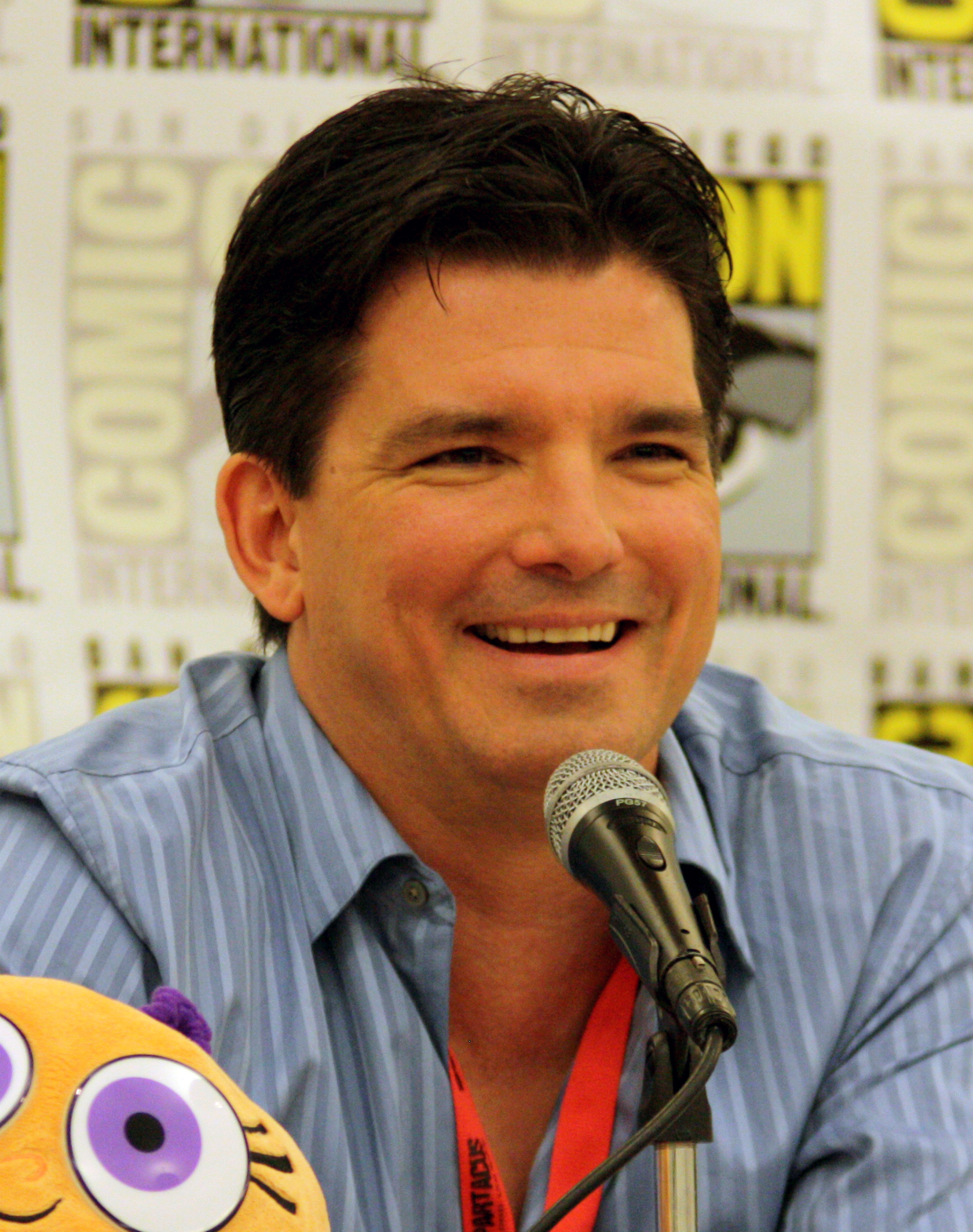
Butch Hartman, créateur de la série.

Le producteur de la série, Butch Hartman, crée Mes parrains sont magiques en tant que court-métrage intitulé Parrains magiques (Fairy Godparents), l'une des 39 séries d'animation diffusées dans l'émission Oh Yeah! Cartoons de Fred Seibert. Nickelodeon commande six épisodes qui seront diffusés pour la première fois sur la chaîne le 30 mars 2001, une demi-heure avant la diffusion de la série Invader Zim. Le 11 avril 2006, la chaîne britannique Nicktoons UK diffuse neuf courts-métrages Oh Yeah! Cartoons de la série en trois épisodes. 
Dès les premières diffusions, Mes parrains sont magiques devient populaire, encore plus que la série Invader Zim. Nickelodeon gagne de l'audience au fur et à mesure des diffusions. La popularité de la série est en partie due à Bob l'éponge. Autre que Bob l'éponge, cette série est classée comme l'une des meilleures séries à hautes audiences. Entre 2002 à 2003, le public s'agrandit considérablement, et parvient à dépasser Bob l'éponge en matière d'audience.

## Épisodes
| No. de série | No. de saison | Titre                                                                    | Scénario                                              | Réalisation                                              | Date de diffusion | Date de diffusion | Code prod. |
| --- | ------------- | ------------------------------------------------------------------------ | ----------------------------------------------------- | -------------------------------------------------------- | ----------------- | ----------------- | ---------- |
| 40 | 1a            | Le Concours de beauté Miss Dimmsdale                                     | Sarah Frost                                           | Scott Fellows                                            | 7 novembre 2003   |                   | 401a       |
| Vicky participe à un concours de beauté. |               |                                                                          |                                                       |                                                          |                   |                   |            |
| 41 | 1b            | L'Esprit de Timmy Mind Over Magic                                        | Gary Conrad                                           | Jack Thomas                                              | 7 novembre 2003   |                   | 401b       |
| Timmy décide de devenir télépathe. |               |                                                                          |                                                       |                                                          |                   |                   |            |
| 42 | 2a            | Tu me la copieras Hard Copy                                              | Sarah Frost                                           | Scott Fellows                                            | 14 novembre 2003  |                   | 403a       |
| Tandis que Cosmo et Wanda doivent aller voir le médecin, Wanda offre alors à Timmy le choix de faire des vœux en leur absence. Les problèmes font surface lorsque Timmy souhaite amener à la vie sa figurine Dark Laser (Parodie de Dark Vador de la série Star Wars). |               |                                                                          |                                                       |                                                          |                   |                   |            |
| 43 | 2b            | Les Parents braqueurs Parent Hoods                                       | Gary Conrad & Ken Bruce                               | Butch Hartman, Steve Marmel & Jack Thomas                | 14 novembre 2003  |                   | 403b       |
| Sur leur trajet pour le Canada, la famille Turner est appréhendée par les forces de l'ordre ; un duo de bandits, les Turnbaums, prennent la place des parents de Timmy. |               |                                                                          |                                                       |                                                          |                   |                   |            |
| 44 | 3             | À vos souhaits, super-héros The Big Superhero Wish!                      | Gary Conrad & Sarah Frost                             | Butch Hartman & Steve Marmel                             | 16 février 2004   |                   | 409        |
| Timmy va souhaiter que le monde soit comme un comic. |               |                                                                          |                                                       |                                                          |                   |                   |            |
| 45 | 4a            | Vicky la gentille Vicky Loses Her Icky                                   | Sarah Frost                                           | Andrew Nicholls & Darrell Vickers                        | 20 février 2004   |                   | 407a       |
| Fatigué de sa méchanceté, Timmy souhaite que Vicky soit gentille. Néanmoins, un insecte matérialisé représentant sa méchanceté s'en prend à son père, la principale, et presque au Président. Timmy réussit à dématérialiser l'insecte et à le faire retourner dans le corps de Vicky, mais Cosmo révèle avoir emprunté le bouton du Président, celui pouvant détruire le monde entier. |               |                                                                          |                                                       |                                                          |                   |                   |            |
| 46 | 4b            | Le monde féérique est en danger Pixies Inc.                              | Gary Conrad                                           | Jack Thomas                                              | 20 février 2004   |                   | 407b       |
| Timmy, Cosmo, et Wanda découvrent le monde des fées, envahi par une horde de Pixies. |               |                                                                          |                                                       |                                                          |                   |                   |            |
| 45 | 5a            | Retour en enfance Baby Face                                              | Ken Bruce                                             | Scott Fellows                                            | 19 mars 2004      |                   | 406a       |
| Timmy souhaite redevenir un bébé, un souhait qu'il ne peut pas inverser. |               |                                                                          |                                                       |                                                          |                   |                   |            |
| 46 | 5b            | À tort ou à raison Mr. Right                                             | Butch Hartman & Keith Alcorn                          | Jack Thomas                                              | 19 mars 2004      |                   | 406b       |
| Timmy souhaite toujours avoir raison, mais lorsqu'il explique à son professeur Mr. Crocker ne pas avoir de fées magiques, celles-ci disparaissent à jamais. Timmy doit trouver une solution pour les faire réapparaître. |               |                                                                          |                                                       |                                                          |                   |                   |            |
| 47 | 6             | La Rencontre Jimmy Timmy The Jimmy Timmy Power Hour                      | Sarah Frost                                           | Gene Grillo & Butch Hartman                              | 7 mai 2004        |                   | 405        |
| L'épisode marque la première apparition d'un duel chaotique entre les parrains magiques et Jimmy Neutron. Timmy souhaite apparaître dans le meilleur laboratoire de l'univers pour son projet de science, tandis que Crocker atterrit dans le monde féérique. Jimmy apparaît pour la première fois à Dimmsdale.                                                                         |               |                                                                          |                                                       |                                                          |                   |                   |            |
| 48 | 7a            | Les Super Copains Power Pals                                             | Ken Bruce                                             | Scott Fellows                                            | 18 mai 2004       |                   | 410a       |
| Timmy se fait une nouvelle bande de supers amis, mais réalise qu'il n y a pas que des avantages à les fréquenter. |               |                                                                          |                                                       |                                                          |                   |                   |            |
| 49 | 7b            | Trouble émotionnel Emotion Commotion!                                    | Sarah Frost & Gary Conrad                             | Jack Thomas                                              | 18 mai 2004       |                   | 410b       |
| Après avoir été humilié pour la énième fois par Vicky, Timmy souhaite ne plus ressentir aucune émotion. |               |                                                                          |                                                       |                                                          |                   |                   |            |
| 50 | 8a            | En direct d'Hollywood! Lights... Camera... Adam!                         | Sarah Frost & Gary Conrad                             | Jack Thomas, Scott Fellows, Steve Mamrel & Butch Hartman | 1er juin 2004     |                   | 404a       |
| Timmy aide son super héros à renverser un dictateur. |               |                                                                          |                                                       |                                                          |                   |                   |            |
| 51 | 8b            | Journal intime A Bad Case of Diary-Uh!                                   | Gary Conrad                                           | Karin Gutman                                             | 1er juin 2004     |                   | 404b       |
| Timmy se venge de sa baby-sitter après qu'elle l'a humilié. Cependant, ses actes auront pour conséquence de le faire atterrir chez un baby-sitter encore plus effroyable. |               |                                                                          |                                                       |                                                          |                   |                   |            |
| 52 | 9a            | Drôle de couple The Odd Couple                                           | Gary Conrad                                           | Cynthia True                                             | 14 juin 2004      |                   | 408a       |
| Timmy souhaite que Vicky ait un petit copain pour ne plus être torturé. Mais son plan se retourne malencontreusement contre lui. |               |                                                                          |                                                       |                                                          |                   |                   |            |
| 53 | 9b            | Fou rire Class Clown                                                     | Ken Bruce                                             | Andrew Nicholls & Darrell Vickers                        | 14 juin 2004      |                   | 408b       |
| Timmy souhaite devenir le plus drôle sur Terre, mais il ne parvient pas à se faire prendre au sérieux lorsque la vie de sa copine Katie Tang est menacée. |               |                                                                          |                                                       |                                                          |                   |                   |            |
| 54 | 10a           | Timmy cherche un père Who's Your Daddy?                                  | Gary Conrad                                           | Bob Boyle & Lewis Foulke                                 | 18 juin 2004      |                   | 412a       |
| Timmy cherche un père de substitution lorsque le sien devient indisponible pour une sortie de scout. |               |                                                                          |                                                       |                                                          |                   |                   |            |
| 55 | 10b           | Le Bazar à la maison Homewrecker                                         | Ken Bruce                                             | Cynthia True                                             | 18 juin 2004      |                   | 412b       |
| Timmy doit passer la journée chez Vicky. |               |                                                                          |                                                       |                                                          |                   |                   |            |
| 56 | 11            | Crash Nebula                                                             | Butch Hartman                                         | Butch Hartman & Steve Marmel                             | 2 juillet 2004    |                   | 423        |
| Timmy prévoit de regarder un nouvel épisode de Crash Nebula. Dans l'épisode, un jeune garçon de 14 ans, Sprig Speevak, quitte sa famille et sa ferme afin d'intégrer l'académie spatiale. |               |                                                                          |                                                       |                                                          |                   |                   |            |
| 57 | 12            | Chasseur de chaînes Channel Chasers                                      | Butch Hartman                                         | Butch Hartman & Steve Marmel                             | 23 juin 2004      |                   | 415        |
| Timmy se retrouve catapulté dans la télévision. |               |                                                                          |                                                       |                                                          |                   |                   |            |
| 58 | 13            | Quelle histoire ! Shelf Life                                             | Wincat Alcala & Butch Hartman                         | Butch Hartman, Steve Marmel & Jack Thomas                | 10 septembre 2004 |                   | 402        |
| Timmy doit effectuer un devoir pendant ses vacances, mais le jour de la rentrée approche, et Timmy souhaite que Tom Sawyer soit en vie et l'aide à faire ses devoirs. Tom, habituellement un garçon prêt à faire l'école buissonnière, vole la baguette de Cosmo et se dirige avec la magie dans plusieurs contes pour les changer, forçant Timmy, Cosmo et Wanda à le suivre.          |               |                                                                          |                                                       |                                                          |                   |                   |            |
| 59 | 14a           | Amis et voisins féeriques Fairy Friends & Neighbors!                     | Sarah Frost                                           | Scott Fellows & Jack Thomas                              | 27 novembre 2004  |                   | 411a       |
| Cosmo et Wanda se lient d'amitié avec les parents de Timmy lorsque Timmy souhaite se consacrer du temps seul. |               |                                                                          |                                                       |                                                          |                   |                   |            |
| 60 | 14b           | Juste nous deux Just the Two of Us!                                      | Ken Bruce                                             | Jack Thomas, Scott Fellows & Jim Hecht                   | 27 novembre 2004  |                   | 411b       |
| Timmy souhaite que lui et Katie Tang soient les seuls restants au monde. |               |                                                                          |                                                       |                                                          |                   |                   |            |
| 61 | 15a           | Un mariage cosmique A New Squid In Town!                                 | Ken Bruce                                             | Steve Marmel & Butch Hartman                             | 27 novembre 2004  |                   | 413a       |
| Mark Chang utilise son falsificateur d'images pour se cacher à Dimmsdale. Il tente de fuir Mandie, une princesse alien assassine que ses parents veulent marier avec elle. |               |                                                                          |                                                       |                                                          |                   |                   |            |
| 62 | 15b           | Le Réparateur de vœux Wish Fixers                                        | Sarah Frost                                           | Scott Fellows                                            | 27 novembre 2004  |                   | 413b       |
| Les ennemis de Timmy concluent une alliance. |               |                                                                          |                                                       |                                                          |                   |                   |            |
| 63 | 16a           | De vrais héros Catman Meets the Crimson Chin                             | Ken Bruce                                             | Scott Fellows                                            | 17 janvier 2005   |                   | 416a       |
| Adam West devient un super héros. |               |                                                                          |                                                       |                                                          |                   |                   |            |
| 64 | 16b           | La Smouf Genie Meanie Minie Mo                                           | Gary Conrad                                           | Jack Thomas                                              | 17 janvier 2005   |                   | 416b       |
| Un génie aide Timmy à réaliser ses souhaits. |               |                                                                          |                                                       |                                                          |                   |                   |            |
| 65 | 17a           | Le Plaisir de dire non Nega-Timmy                                        | Gary Conrad                                           | Scott Fellows & Jack Thomas                              | 14 février 2005   |                   | 418a       |
| Timmy souhaite faire le contraire de tout ce qu'on lui dit. |               |                                                                          |                                                       |                                                          |                   |                   |            |
| 66 | 17b           | Timmy et la Puberté Love At First Height                                 | Ken Bruce                                             | Joel Zimmer                                              | 14 février 2005   |                   | 418b       |
| Tommy décide de devenir adolescent. |               |                                                                          |                                                       |                                                          |                   |                   |            |
| 67 | 18a           | Les baguettes magiques ont disparu Truth Or Cosmoquences                 | Gary Conrad                                           | Jack Thomas                                              | 15 février 2005   |                   | 414a       |
| Cosmo tente d'épater ses camarades en leur faisant croire qu'il est billionnaire. |               |                                                                          |                                                       |                                                          |                   |                   |            |
| 68 | 18b           | Rien ne sert de frimer Beach Bummed!                                     | Sarah Frost                                           | Scott Fellows & Jack Thomas                              | 15 février 2005   |                   | 414b       |
| Timmy souhaite être le plus fort du monde. Mais les problèmes commencent lorsqu'un bodybuilder se présente et que Timmy devient beaucoup plus grand et plus fort que lui. Plus tard, il devient plus gros qu'une baleine et est pris pour un monstre d'algues. |               |                                                                          |                                                       |                                                          |                   |                   |            |
| 69 | 19a           | La Poupée contrôle You Doo!                                              | Gary Conrad                                           | Scott Fellows & Jack Thomas                              | 16 février 2005   |                   | 419a       |
| Timmy devient une sorte de sorcier vaudou. |               |                                                                          |                                                       |                                                          |                   |                   |            |
| 70 | 19b           | Que des desserts ! Just Desserts!                                        | Sarah Frost                                           | Scott Fellows                                            | 16 février 2005   |                   | 419b       |
| Timmy souhaite un monde où on ne mange plus que des desserts. |               |                                                                          |                                                       |                                                          |                   |                   |            |
| 71 | 20a           | Blonda est plus sympa Blondas Have More Fun!                             | Gary Conrad                                           | Scott Fellows                                            | 2 avril 2005      |                   | 421a       |
| Timmy rencontre la sœur jumelle de Wanda. |               |                                                                          |                                                       |                                                          |                   |                   |            |
| 72 | 20b           | Une fête venue d'ailleurs Five Days of FLARG                             | Ken Bruce                                             | Scott Fellows                                            | 2 avril 2005      |                   | 421b       |
| Timmy aide Mak à fêter des vacances en mode alien. |               |                                                                          |                                                       |                                                          |                   |                   |            |
| 73 | 21a           | Revivre son enfance Go Young, West Man!                                  | Sarah Frost                                           | Jack Thomas                                              | 9 mai 2005        |                   | 420a       |
| Timmy convainc Adam West de redevenir un enfant. |               |                                                                          |                                                       |                                                          |                   |                   |            |
| 74 | 21b           | Princesse Lucie Birthday Wish!                                           | Ken Bruce                                             | Cynthia True                                             | 9 mai 2005        |                   | 420b       |
| Timmy prête ses parrains à Lucie pour son anniversaire. |               |                                                                          |                                                       |                                                          |                   |                   |            |
| 75 | 22a           | L'Enfer à la maison Timmy's 2-D House of Horror                          | Gary Conrad                                           | Cynthia True                                             | 10 mai 2005       |                   | 422a       |
| Timmy doit malgré lui accueillir la famille de Vicky. |               |                                                                          |                                                       |                                                          |                   |                   |            |
| 76 | 22b           | Timmy change de vie It's A Wishful Life                                  | Sarah Frost                                           | Jack Thomas                                              | 10 mai 2005       |                   | 422b       |
| Timmy souhaite n'être jamais né. Il va découvrir comment ses proches auraient évolué sans lui. |               |                                                                          |                                                       |                                                          |                   |                   |            |
| 77 | 23            | L'école est finie, comédie musicale School's Out! The Musical            | Butch Hartman                                         | Steve Marmel & Butch Hartman                             | 10 juin 2005      |                   | 417        |
| Timmy doit sauver les vacances d'été. |               |                                                                          |                                                       |                                                          |                   |                   |            |
| 76 | 24            | Fée Academy Fairy Idol                                                   | Ken Bruce & Gary Conrad & Sarah Frost & Butch Hartman | Butch Hartman & Steve Marmel                             | 19 mai 2006       |                   | 424        |
| Norm créé un clone diabolique de Timmy. |               |                                                                          |                                                       |                                                          |                   |                   |            |
| Sp. | 25            | titre français inconnu The 77 Secrets of The Fairly OddParents Revealed! | Butch Hartman                                         | Samantha Berger, Lisa Versaci Papola                     | 7 juillet 2006    |                   | S01        |
| |               |                                                                          |                                                       |                                                          |                   |                   |            |